# Arsen Kasabiev
Arsen Kasabiev (in georgiano  არსენ კასაბიევი?, in russo  Арсен Касабиев?; Tskhinvali, 15 novembre 1987) è un sollevatore georgiano naturalizzato polacco di origine osseta, attivo nella categoria dei pesi medio-massimi (fino a 94 kg). 
Ha preso parte a tre edizioni dei Giochi Olimpici.

## Carriera
Alle Olimpiadi di Atene 2004, non avendo ancora compiuto 17 anni, si è piazzato al 14º posto finale con 362,5 kg. nel totale.
Quattro anni dopo, alle Olimpiadi di Pechino 2008, Kasabiev si è piazzato al 4º posto con 399 kg. nel totale, ma a seguito di controlli antidoping più approfonditi, è stato avanzato alla medaglia d'argento olimpica in virtù della squalifica per doping del 1º classificato, il kazako Ilya Ilin, e del 3º classificato, il russo Khadzhimurat Akkayev.
Stante la situazione di guerra in Ossezia meridionale all'epoca di quei Giochi Olimpici, Kasabiev al termine dei Giochi di Pechino ha dichiarato pubblicamente di non voler più gareggiare per la Georgia, accordandosi con la Federazione di sollevamento pesi polacca e trasferendosi in quel Paese, di cui più tardi ha ottenuto la cittadinanza.
Con la nuova maglia nazionale ha vinto la medaglia d'oro ai Campionati europei di Minsk 2010, sollevando 392 kg. nel totale.
Ha rappresentato la Polonia anche alle Olimpiadi di Londra 2012, dove però non ha portato a termine la gara a causa di un infortunio occorso durante la prova di strappo.